# Leandra warmingiana
Leandra warmingiana är en tvåhjärtbladig växtart som beskrevs av Célestin Alfred Cogniaux. Leandra warmingiana ingår i släktet Leandra och familjen Melastomataceae. Inga underarter finns listade i Catalogue of Life.